# Seznam moří na Měsíci
Tento seznam obsahuje útvary zvané moře (latinsky maria, singulár mare), oceány (latinsky oceanus, singulár oceanus), jezera (latinsky lacus, singulár lacus), bažiny (latinsky paludes, singulár palus) a zálivy (latinsky sinus, singulár sinus).

## Moře a oceány

Mapa znázorňující moře a oceány na přivrácené straně Měsíce

| Latinský název       | Český název                             | Šířka   | Délka    | Průměr   |
| -------------------- | --------------------------------------- | ------- | -------- | -------- |
| Mare Anguis          | Moře hada Hadí moře                     | 22,6° S | 67,7° V  | 150 km   |
| Mare Australe        | Moře jižní Jižní moře                   | 38,9° J | 93,0° V  | 603 km   |
| Mare Cognitum        | Moře poznání Moře poznané               | 10,0° J | 23,1° Z  | 376 km   |
| Mare Crisium         | Moře nepokojů Moře sporů                | 17,0° S | 59,1° V  | 418 km   |
| Mare Fecunditatis    | Moře hojnosti Moře plodnosti Moře úrody | 7,8° J  | 51,3° V  | 909 km   |
| Mare Frigoris        | Moře chladu Moře mrazu                  | 56,0° S | 1,4° V   | 1 596 km |
| Mare Humboldtianum   | Moře Humboldtovo Humboldtovo moře       | 56,8° S | 81,5° V  | 273 km   |
| Mare Humorum         | Moře vláhy Moře mokřin                  | 24,4° J | 38,6° Z  | 389 km   |
| Mare Imbrium         | Moře dešťů                              | 32,8° S | 15,6° Z  | 1 123 km |
| Mare Ingenii         | Moře touhy Moře talentů                 | 33,7° J | 163,5° V | 318 km   |
| Mare Insularum       | Moře ostrovů                            | 7,5° S  | 30,9° Z  | 513 km   |
| Mare Marginis        | Moře okraje Okrajové moře               | 13,3° S | 86,1° V  | 360 km   |
| Mare Moscoviense     | Moře moskevské Moskevské moře           | 27,3° S | 147,9° V | 277 km   |
| Mare Nectaris        | Moře nektaru                            | 15,2° J | 35,5° V  | 333 km   |
| Mare Nubium          | Moře oblaků Moře mraků                  | 21,3° J | 16,6° Z  | 715 km   |
| Mare Orientale       | Moře východní Východní moře             | 19,4° J | 92,8° Z  | 327 km   |
| Mare Serenitatis     | Moře jasu                               | 28,0° S | 17,5° V  | 707 km   |
| Mare Smythii         | Moře Smythovo Smythovo moře             | 1,3° S  | 87,5° V  | 373 km   |
| Mare Spumans         | Moře zpěněné Moře pěnivé Zpěněné moře   | 1,1° S  | 65,1° V  | 139 km   |
| Mare Tranquillitatis | Moře klidu                              | 8,5° S  | 31,4° V  | 873 km   |
| Mare Undarum         | Moře vln                                | 6,8° S  | 68,4° V  | 243 km   |
| Mare Vaporum         | Moře par                                | 13,3° S | 3,6° V   | 245 km   |
| Oceanus Procellarum  | Oceán bouří                             | 18,4° S | 57,4° Z  | 2 568 km |

## Jezera
| Latinský název       | Český název                                             | Šířka   | Délka    | Průměr |
| -------------------- | ------------------------------------------------------- | ------- | -------- | ------ |
| Lacus Aestatis       | Jezero léta Jezero letní                                | 15,0° J | 69,0° Z  | 90 km  |
| Lacus Autumni        | Jezero podzimu Jezero podzimní                          | 9,9° J  | 83,9° Z  | 183 km |
| Lacus Bonitatis      | Jezero štědrosti Jezero dobra Jezero laskavosti         | 23,2° S | 43,7° V  | 92 km  |
| Lacus Doloris        | Jezero žalu Jezero bolesti Jezero trápení               | 17,1° S | 9,0° V   | 110 km |
| Lacus Excellentiae   | Jezero vznešenosti Jezero vyniknutí Jezero znamenitosti | 35,4° J | 44,0° Z  | 184 km |
| Lacus Felicitatis    | Jezero štěstí                                           | 19,0° S | 5,0° V   | 90 km  |
| Lacus Gaudii         | Jezero radosti                                          | 16,2° S | 12,6° V  | 113 km |
| Lacus Hiemalis       | Jezero zimy Jezero zimní                                | 15,0° S | 14,0° V  | 50 km  |
| Lacus Lenitatis      | Jezero mírnosti Jezero něžnosti                         | 14,0° S | 12,0° V  | 80 km  |
| Lacus Luxuriae       | Jezero přepychu                                         | 19,0° S | 176,0° V | 50 km  |
| Lacus Mortis         | Jezero smrti                                            | 45,0° S | 27,2° V  | 151 km |
| Lacus Oblivionis     | Jezero zapomnětlivosti                                  | 21,0° J | 168,0° Z | 50 km  |
| Lacus Odii           | Jezero nenávisti                                        | 19,0° S | 7,0° V   | 70 km  |
| Lacus Perseverantiae | Jezero vytrvalosti                                      | 8,0° S  | 62,0° V  | 70 km  |
| Lacus Solitudinis    | Jezero osamělosti                                       | 27,8° J | 104,3° V | 139 km |
| Lacus Somniorum      | Jezero snů Jezero snění                                 | 38,0° S | 29,2° V  | 384 km |
| Lacus Spei           | Jezero naděje                                           | 43,0° S | 65,0° V  | 80 km  |
| Lacus Temporis       | Jezero času                                             | 45,9° S | 58,4° V  | 117 km |
| Lacus Timoris        | Jezero strachu                                          | 38,8° J | 27,3° Z  | 117 km |
| Lacus Veris          | Jezero jara Jezero jarní                                | 16,5° J | 86,1° Z  | 396 km |

## Zálivy a bažiny
| Latinský název    | Český název                        | Šířka   | Délka   | Průměr |
| ----------------- | ---------------------------------- | ------- | ------- | ------ |
| Palus Epidemiarum | Bažina epidemií                    | 32,0° J | 28,2° Z | 286 km |
| Palus Putredinis  | Bažina hniloby                     | 26,5° S | 0,4° V  | 161 km |
| Palus Somni       | Bažina spánku                      | 14,1° S | 45,0° V | 143 km |
| Sinus Aestuum     | Záliv veder Záliv vedra Záliv žáru | 10,9° S | 8,8° Z  | 290 km |
| Sinus Amoris      | Záliv lásky                        | 18,1° S | 39,1° V | 130 km |
| Sinus Asperitatis | Záliv bouřlivosti Záliv drsnosti   | 3,8° J  | 27,4° V | 206 km |
| Sinus Concordiae  | Záliv svornosti Záliv souzvuku     | 10,8° S | 43,2° V | 142 km |
| Sinus Fidei       | Záliv důvěry Záliv víry            | 18,0° S | 2,0° V  | 70 km  |
| Sinus Honoris     | Záliv úcty Záliv cti Záliv slávy   | 11,7° S | 18,1° V | 109 km |
| Sinus Iridum      | Záliv duh Záliv duhy Duhová zátoka | 44,1° S | 31,5° Z | 236 km |
| Sinus Lunicus     | Záliv Luny Záliv Luníku            | 31,8° S | 1,4° Z  | 126 km |
| Sinus Medii       | Záliv středu                       | 2,4° S  | 1,7° V  | 335 km |
| Sinus Roris       | Záliv rosy                         | 54,0° S | 56,6° Z | 202 km |
| Sinus Successus   | Záliv úspěchu                      | 0,9° S  | 59,0° V | 132 km |